# Ruspolia exigua
Ruspolia exigua är en insektsart som först beskrevs av Bolívar, I. 1922.  Ruspolia exigua ingår i släktet Ruspolia och familjen vårtbitare. Inga underarter finns listade i Catalogue of Life.